# Hollywood Monster
Hollywood Monster (El secreto de los fantasmas en España y Los buscafantasmas en Hispanoamérica) es una película alemana de 1987 dirigida por Roland Emmerich y protagonizada por Jason Lively, Tim McDaniel y Jill Whitlow.

## Argumento
En el corazón de Hollywood el tictac de un viejo reloj de madera resuena en las paredes de una enorme mansión que hay allí. Cuando un director de cine llega a esa gran casa para rodar una nueva película, el rodaje se convertirá en algo más fantástico que la propia película, ya que ese reloj resulta albergar el alma de un viejo criado de la familia. Además, lo que es más extravagante todavía, esa alma habita el cuerpo de un extraterrestre.
Ante la estupor del cineasta, el extraño ser establece una relación con él que le será muy positiva. El extraterrestre conoce los secretos de la casa. Finalmente también ayudará a resolver un misterio familiar que esconde millones de dólares.

## Reparto
| Actor           | Personaje         |
| --------------- | ----------------- |
| Jason Lively    | Warren McCloud    |
| Tim McDaniel    | Fred              |
| Jill Whitlow    | Laurie Sanders    |
| Leonard Lansink | Karl              |
| Paul Gleason    | Stan Gordon       |
| Ian MacNaughton | Frederick McCloud |
| Chuck Mitchell  | Sr. Rosenbaum     |
| Julian Curry    | Abogado           |

## Producción
La película fue filmada en Los Ángeles en el estado estadounidense de California y en Sindelfingen en el estado federal alemán de Baden-Wurtemberg. Una vez terminado el rodaje, se estrenó el filme el 25 de junio de 1987.

## Recepción
Hoy en día la película ha sido valorada en portales cinematográficos. En IMDb, con aproximadamente 1000 votos registrados, el largometraje obtiene una media ponderada de 4,3 sobre 10. En cuanto a Rotten Tomatoes, los más de 250 votos registrados en ese portal le dieron una valoración media de 2,6 de 5. También cabe destacar, que en La Vanguardia el 49 % de los usuarios registrados en ese periódico le dan una valoración positiva.